# Анджела Арендтс
Анджела Джин Арендтс, DBE (нар. 7 червня 1960) — американська підприємиця, колишня старша віцепрезидент з роздрібної торгівлі в Apple Inc. Генеральна директор Burberry з 2006 по 2014 рік. Арендтс залишила Burberry та приєдналась до Apple у 2014. Посіла 25 місце у списку найвпливовіших жінок світу за версією Форбс у 2015 році, 9 місце серед найвпливовіших жінок Великої Британії в рейтингу BBC Radio 4 «Woman's Hour 100 Power List» і 29 у списку найвпливовіших жінок світу у бізнесі за версією Fortune у 2014 році. Вона також була членкинею ділової консультативної ради прем'єр-міністра Великої Британії до її розпуску у 2016 році.

## Раннє життя
Анджела Джин Арендтс народилась і виросла у Нью-Палестині, штат Індіана, третьою з шести дітей. Її батько Річард Арендтс був бізнесменом, а мати Джин — домогосподаркою. Вона відвідувала середню школу Нової Палестини. У 1981 році вона здобула ступінь бакалавра з мерчандайзингу та маркетингу в Університеті штату Болл у Мансі, Індіана.

## Кар'єра
Арендтс переїхала до Нью-Йорка, щоб працювати в індустрії моди.  Після низки посад, включаючи мерчандайзинг у виробника бюстгальтерів Warnaco,  Арендтс приєдналась до Donna Karan International у 1989 році, працюючи над розвитком бренду класу люкс на міжнародному рівні через оптову торгівлю та ліцензування. У 1996 році Леслі Векснер запросив її в Henri Bendel для розширення магазинів Bendel на 50 нових ринків, але через два роки рада директорів скасувала проєкт.
У 1998 році вона приєдналася до Fifth & Pacific Companies як віцепрезидент із корпоративного мерчандайзингу та дизайну. У 2001 році її підвищили до старшої віцепрезидент з корпоративного мерчандайзингу та президента групи, яка відповідала за мерчандайзинг понад 20 брендів групи, включаючи Laundry by Shelli Segal, Lucky Brand Dungarees і чоловічий роздрібний бізнес Liz Claiborne Inc. У 2002 році вона знову отримав посаду виконавчої віцепрезидента з повною відповідальністю за всю лінійку продуктів, послуг і розвитку Liz Claiborne як для жінок, так і для чоловіків.

### Burberry
Арендтс приєдналась до Burberry у січні 2006 року та зайняла посаду генеральної директора 1 липня 2006 року, змінивши Роуз Марі Браво. Арендтс пом'якшила падіння престижу бренду, обмеживши кількість одягу та аксесуарів із візерунком Burberry до 10 %, мінімізувавши шкоду продажам від повсюдних підробок. Вона також керувала викупом ліцензій бренду на аромати та косметичні продукти та викупом іспанської франшизи, яка тоді генерувала 20 % доходів групи, щоб припинити необмежене ліцензування. Арендтс каже, що вона не моделювала свій підхід за моделлю будь-якого іншого дому моди, а дивилася на дизайн світового класу як на вплив, зокрема на Apple Inc. За час її перебування на посаді вартість компанії зросла з 2 мільярдів до понад 7 мільярдів фунтів стерлінгів. CNN Money повідомляв, що протягом 2012 року вона була найбільш високооплачуваним генеральним директором у Великобританії, заробивши 26,3 мільйона доларів.

### Apple
15 жовтня 2013 року було оголошено, що Арендтс залишить Burberry навесні 2014, щоб приєднатися до Apple Inc. як членкиня її виконавчої команди старшою віцепрезидентом з роздрібної торгівлі та онлайн-магазинів, зайнявши місце, звільнене Джоном Брауеттом у жовтні 2012 року. 1 травня 2014 року нова старша віцепрезидент Apple з роздрібної торгівлі та інтернет-магазинів Анжела Арендтс була включена до реєстру лідерів Apple, що свідчить про її офіційний вступ до компанії.
Згідно з заявою про доручення Apple за 2015 рік, поданою до Комісії з цінних паперів і бірж, Арендтс заробила понад 70 мільйонів доларів у 2014 році, більше, ніж будь-який інший керівник Apple, включаючи генерального директора Тіма Кука. Станом на серпень 2016 року вона володіла акціями Apple на суму приблизно 11 мільйонів доларів США.
5 лютого 2019 року Apple оголосила, що Арендтс піде в квітні і її замінить Дейрдра О'Браєн.